# پیر مگنون
پیر مگنون (انگلیسی: Pierre Magnon؛ زادهٔ ۹ مهٔ ۱۹۹۶) بازیکن فوتبال اهل فرانسه است.
از باشگاه‌هایی که در آن بازی کرده‌است می‌توان به باشگاه فوتبال استاد برستوا ۲۹ اشاره کرد.